# Peter Heinrich Happel
Peter Friedrich Heinrich Happel (* 26. März 1813 in Arnsberg; † 23. Mai 1854 in Düsseldorf) war ein deutscher Maler.

## Leben

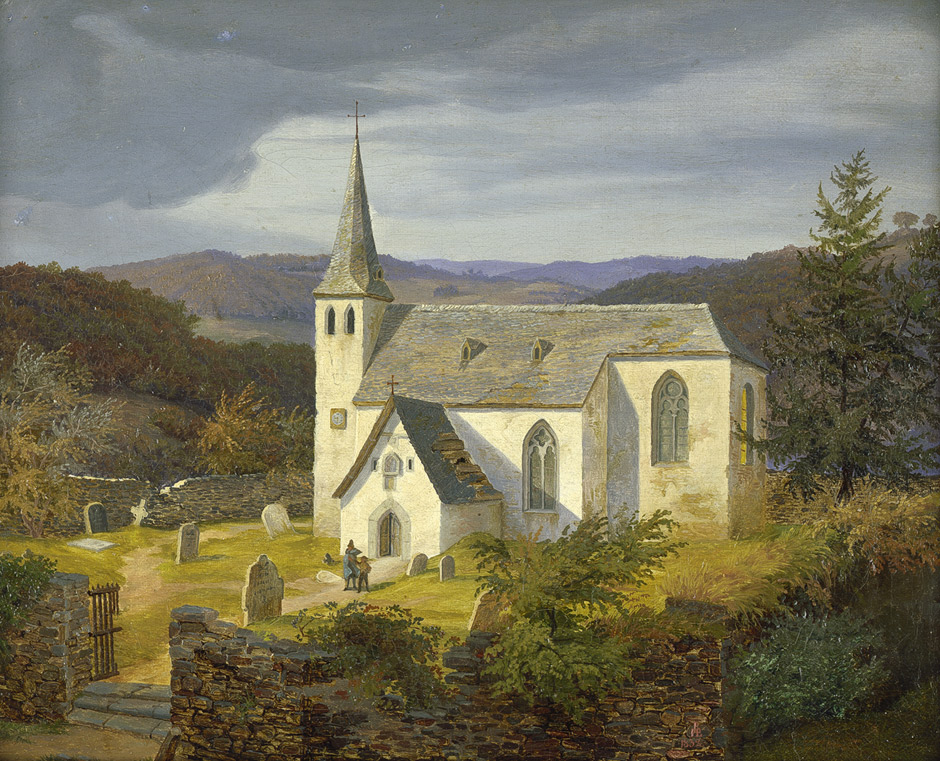
Kirche (im Sauerland?), 1832

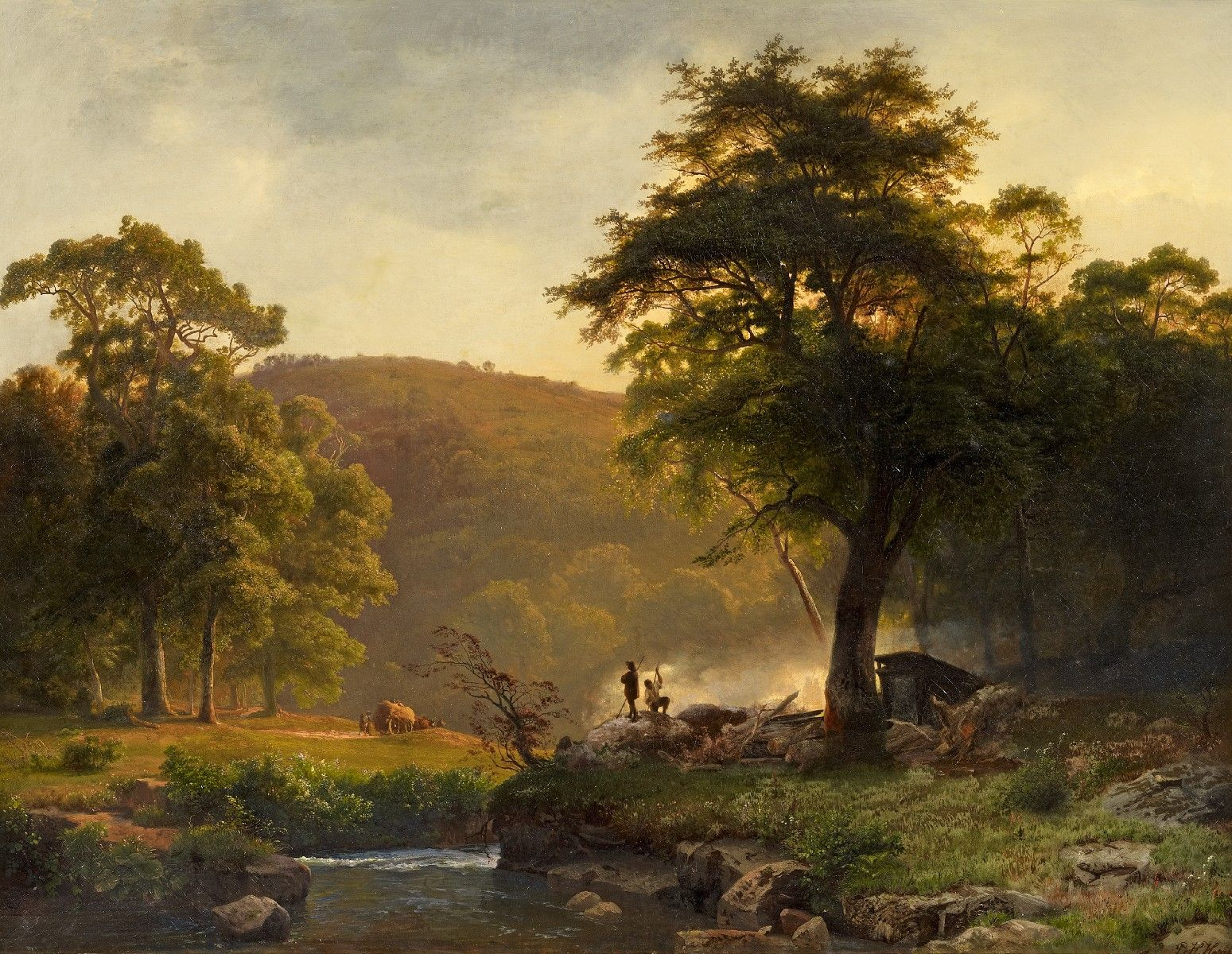
Waldlandschaft mit Köhlern

Er war ein Bruder von Friedrich Happel und studierte zwischen 1829 und 1837 an der Kunstakademie Düsseldorf. Lehrmeister war nach dem Besuch der Elementar- und Vorbereitungsklasse von Heinrich Christoph Kolbe vor allem Johann Wilhelm Schirmer, der ihm bei Wanderungen durch die Eifel das Naturstudium nahebrachte. Happel war von 1840 bis 1843 auch dessen Meisterschüler. Einfluss auf ihn übte auch Carl Friedrich Lessing aus. Im Jahr 1842 richtete er ein eigenes Atelier ein. Er lebte kurze Zeit in München und unternahm einige Studienreisen. Hauptsächlich lebte er aber in Düsseldorf. Er war Gründungsmitglied des Vereins der Düsseldorfer Künstler zur gegenseitigen Unterstützung und Hülfe und des Künstlervereins Malkasten.
Er machte sich vor allem als Landschaftsmaler einen Namen. Die ersten Bilder waren noch eher düster und melancholisch. Später war ihre Stimmung heiter. Zu seinen besten Werken gehören einige Sommerlandschaften. Man bezeichnete ihn zeitgenössisch sogar als „Maler des deutschen Sommers.“ Er malte Landschaften unter anderem aus dem Rheinland, dem Odenwald und dem Sauerland. Als bemerkenswert wurden unter anderem bezeichnet: „Sauerländische Gegend“ (1837), „Gebirgslandschaft bei Regen“ (1839), „Parthie aus dem Isarthal“ (1840), „Moorgegend“ (1848), ein Erntebild mit Schnittern und ein anderes mit einer durchziehenden Prozession sowie „Der Weg zum Dorf mit Bauern, die aus der Kirche kommen.“
Happel war auf den Berliner Akademieausstellungen der Jahre 1836 bis 1848 vertreten. Verschiedene Werke wurden vom Kunstverein für die Rheinlande und Westfalen angekauft und verlost.